# FastTrack
FastTrack — первоначально проприетарный протокол обмена файлами, который был реализован в программе KaZaA, а затем лицензирован создателям Morpheus (позже стал использоваться Gnutella) и Grokster. Оригинальная KaZaA и последовавшая за ней KaZaA Media Desktop (или KMD) содержали шпионское программное обеспечение, поставлявшееся в комплекте с ними на основе лицензии ADware и демонстрировавшее рекламные ссылки в результатах поиска файлов.
Позже появились «облегченные версии», не содержащие вредоносного ПО и ограничений оригинала: Diet Kazaa, Kazaa Lite, Kazaa Lite Reloaded и т. д. После того, как популярность сети FastTrack выросла, на неё обратили внимание организации, занимающиеся защитой прав авторов музыки, фильмов и ПО, копии которых распространялись через Интернет пользователями сети. В результате судебных процессов владелец программы и прав на протокол сменился.
Современная версия протокола является классическим P2P, но закачка осуществляется только из источников, содержащих полные файлы. В сети FastTrack нет выделенных серверов. Узлами служат клиенты, которые настроены пропускать больше служебного трафика. Наиболее удачным клиентом на сегодня является KCeasy для демона giFT, умеющий работать посредством плагинов с сетями Ares, Gnutella и др.
Недостатками сети FastTrack являются присутствие в ней слишком большого количества т. н. «фэйков» (от англ. fake), то есть файлов, названия которых не соответствует содержанию, а также множество одинаковых файлов с разными названиями.
Существует открытая версия протокола, построенная по принципу FastTrack — OpenFT, которая входит в поставку KCeasy.

## Клиенты
KaZaA, iMesh, mlDonkey, XoloX, giFT (KCeasy), TrustyFiles.